# Одаленго-Пикколо
Одаленго-Пикколо (итал. Odalengo Piccolo) — коммуна в Италии, располагается в регионе Пьемонт, в провинции Алессандрия.
Население составляет 273 человека (2008 г.), плотность населения составляет 36 чел./км². Занимает площадь 8 км². Почтовый индекс — 15020. Телефонный код — 0141.
Покровителем коммуны почитается святой апостол Пётр, празднование 29 июня.

## Демография
Динамика населения:

## Администрация коммуны
- Официальный сайт: